# 206P/Barnard-Boattini
206P/Barnard-Boattini ist der erste Komet, der mit Hilfe der Photographie entdeckt wurde. Dies gelang dem US-amerikanischen Astronomen Edward Emerson Barnard in der Nacht des 13. Oktober 1892. Nach dieser Beobachtung ging der Komet verloren und erhielt die vorläufige Bezeichnung D/1892 T1. Am 7. Oktober 2008 gelang dem italienischen Astronomen Andrea Boattini die Wiederentdeckung des Kometen auf Aufnahmen des Mount Lemmon Survey. 
Seit seiner Erstentdeckung hatte der Komet 20 Umläufe absolviert und dabei den Jupiter in den Jahren 1922, 1934 und 2005 im Abstand zwischen 0,3 und 0,4 AE passiert. Am 25. Oktober 2008 durchlief er das Perihel mit 1,1452 AE Abstand zur Sonne, wobei er seine maximale Helligkeit von etwa 20,3 mag erreichte.